# Toshio Shōji
Toshio Shōji (jap. 庄司 敏夫 Shōji Toshio; ur. 25 sierpnia 1940 w prefekturze Chiba) – japoński pływak, brązowy medalista olimpijski z Tokio.
Zawody w 1964 roku były jego jedynymi igrzyskami olimpijskimi. Trzeci był w sztafecie 4 × 200 metrów stylem dowolnym. Wspólnie z nim tworzyli ją: Makoto Fukui, Kunihiro Iwasaki i Yukiaki Okabe. 